# Spirobranchus carinifer
Spirobranchus carinifer är en ringmaskart som först beskrevs av Gray 1843.  Spirobranchus carinifer ingår i släktet Spirobranchus och familjen Serpulidae.
Artens utbredningsområde är havet kring Nya Zeeland. Inga underarter finns listade i Catalogue of Life.